# Downtown Phoenix
Downtown Phoenix – jedna z dzielnic Phoenix. Liczy 6245 mieszkańców
. Jest położone u zbiegu głównych autostrad i dziesięć minut od Portu lotniczego Phoenix-Sky Harbor. Rocznie jest odwiedzane przez ponad 6 milionów osób.

## Sport i kultura
W Downtown swoje siedziby mają drużyny takie jak: Arizona Diamondbacks (baseball), Phoenix Suns (Koszykówka), Phoenix Mercury (Koszykówka) oraz Arizona Rattlers (Futbol amerykański). Zostało tu zorganizowanych wiele imprez sportowych takich jak Super Bowl. W 2017 roku odbyły się tu uroczystości NCAA Final Four Festivities, w których uczestniczyło tysiące osób.  
Znajdują się tu teatry takie jak Orpheum Theatre, Comerica Theatre oraz Herberger Theatre, które przez cały rok organizują różne wydarzenia kulturalne i muzyczne.